# 3505 Byrd
3505 Byrd è un asteroide della fascia principale. Scoperto nel 1983, presenta un'orbita caratterizzata da un semiasse maggiore pari a 3,0107524 UA e da un'eccentricità di 0,1111198, inclinata di 9,10691° rispetto all'eclittica.